# Feuerwehr-Ehrenzeichen (Nordrhein-Westfalen)

Die einzelnen Stufen des Feuerwehr-Ehrenzeichens von Nordrhein-Westfalen

Das Feuerwehr-Ehrenzeichen des Bundeslandes Nordrhein-Westfalen wurde am 29. Dezember 1954 zur Würdigung von Verdiensten auf dem Gebiete des Feuerschutzwesens gestiftet.

## Gesetzesinhalt
Das Feuerwehr-Ehrenzeichen wird in drei Stufen verliehen, wobei die ersten beiden Stufen für aktive Dienstzeit gelten. Die Zeiten der Laufbahnausbildung im feuerwehrtechnischen Dienst und die Zeiten in der Jugendfeuerwehr sind dabei anzurechnen. Ebenfalls anrechnungsfähig sind die Zeiten in einer Werkfeuerwehr, allerdings nur im Umfang bis zu fünf Jahren. Das Feuerwehr-Ehrenzeichen kann demnach verliehen werden an:
- Angehörige der Freiwilligen Feuerwehren,
- Angehörige der Berufsfeuerwehr,
- Angehörige der Werkfeuerwehren sowie an
- sonstige Bedienstete, die einer Laufbahn des feuerwehrtechnischen Dienstes angehören.

### Stufeneinteilung
Die bereits erwähnte 3-Stufigkeit des Ehrenzeichens ist nicht an die deutsche Staatsbürgerschaft gebunden und enthält folgende Einteilung:

#### Für aktive Dienstzeit
- 3. Stufe: für 25-jährige aktive Dienstzeit in Silber am Bande (Bandorden),
- 2. Stufe: für 35-jährige aktive Dienstzeit in Gold am Bande (Bandorden),[3]
- 1. Stufe: für 50-jährige aktive Dienstzeit in Gold mit Kranz am Bande (Bandorden).

#### Sonderstufe
Die Sonderstufen des Feuerwehr-Ehrenzeichens werden in Nordrhein-Westfalen in Gold und Silber als Steckkreuz verliehen. Dabei gelten folgende Kriterien.
- in Silber: für besondere Verdienste um das Feuerschutzwesen;
- in Gold: für besonders mutiges und entschlossenes Verhalten im Zusammenhang mit einem Feuerwehreinsatz.[4]

### Aussehen, Beschaffenheit und Trageweise
Das Feuerwehr-Ehrenzeichen aller Stufen besteht aus einem gleichschenkligen Emaillekreuz und zeigt auf allen vier Armen ein rotes Flammenkreuz auf weißem Grund. Die Flammen selber sind dabei entsprechend der verliehenen Stufe entweder silber- oder goldumrahmt. In der Mitte ist das Landeswappen von Nordrhein-Westfalen aufgebracht. In dem unterlegten Ring ist die Umschrift Für Verdienste im Feuerschutz zu lesen. Die 3., 2. und 1. Stufe werden am rot-weiß-roten Bande mit der der entsprechenden Stufenverleihung gesäumten Farbe (Silber oder Gold) an der linken Brustseite getragen. Die Sonderstufe wird als Steckkreuz ebenfalls an der linken Brustseite getragen. Bei der Verleihung des Feuerwehr-Ehrenzeichens in Gold wird die Silberstufe abgelegt.

### Verleihungsprozedere
Die Entscheidungsbefugnis hinsichtlich der Verleihung liegt im Namen der Landesregierung beim Innenminister. Das Ehrenzeichen wird mit Verleihungsurkunde verliehen, wobei das Ehrenzeichen in den Besitz des Beliehenen übergeht. Nach seinem Tode verbleibt das Ehrenzeichen als Andenken bei den Hinterbliebenen.

### Rücknahme und Entzug des Ehrenzeichens
Das Feuerwehr-Ehrenzeichen kann auch wieder entzogen werden, und zwar in den Fällen, dass:
- a) der Inhaber durch sein späteres Verhalten, insbesondere durch eine entehrende Straftat, der Auszeichnung unwürdig erscheint und
- b) solch ein Verhalten erst nachträglich im Falle einer Verleihung bekannt wird.

In beiden Fällen ist der Betroffene jedoch vorher von der zuständigen Bezirksregierung anzuhören. Diese legt dann das Ergebnis ihrer Prüfung dem Innenministerium zur Entscheidung vor. Das Innenministerium entzieht daraufhin das Feuerwehr-Ehrenzeichen und die dazugehörige Verleihungsurkunde.

### Rückwirkende Verleihungen
Das Land Nordrhein-Westfalen hat hinsichtlich der Verleihung des Feuerwehr-Ehrenzeichens festgelegt, dass das Ehrenzeichen auch rückwirkend verliehen werden kann, wenn Feuerwehrangehörige seit dem 23. August 1946 (Bildung des Landes Nordrhein-Westfalen) eine Ehrenurkunde für die damalige (25-, 40- oder 50-jährige) aktive Dienstzeit erhalten haben. Diese Urkunde gilt in diesen Fällen als Verleihungsurkunde.

## Durchführungsverordnung
Die erlassene Durchführungsverordnung regelt dann im Weiteren die vorschlagberechtigten Stellen sowie die weitere Vertiefung der anrechnungsfähigen Dienstzeiten. Auszugsweise sind das:

### Vorschlagberechtigte Stellen
1. Angehörige von Freiwilligen Feuerwehren durch den Träger des Feuerschutzes,
2. Angehörige von Berufsfeuerwehren durch den Dienstherren,
3. Bedienstete einer feuerwehrtechnischen Laufbahn durch den Dienstherren,
4. Angehörige von Werkfeuerwehren durch das Unternehmen,
5. Angehörige von Feuerwehren, die der Aufsicht der Bergbehörden unterstehen, durch den Dienstherren (Bezirksregierung Arnsberg).

Alle Vorschläge müssen den Zu- und Vornamen, das Geburtsdatum sowie Angaben über die Dienstzeiten und den Dienstgrad enthalten. Bei Verleihungen der Sonderstufe ist zudem noch eine ausführliche Begründung, andernfalls eine einfache Stellungnahme beizulegen. Die Vorschläge für die Verleihung sind sodann von den Bezirksregierungen mindestens drei Monate vor dem beabsichtigten Verleihungsdatum vorzulegen, und zwar jeweils zum 1. Januar, 1. April, 1. Juli und 1. Oktober eines jeden Jahres. Der Bericht hierfür ist dann jeweils am 31. Januar, 30. April, 31. Juli und 31. Oktober jeden Jahres an das Innenministerium zu übersenden.

### Anrechnungsfähige Dienstzeiten
- Aktiver Dienst in der Einsatzabteilung, auch nach Verlängerung der Dienstzeit;
- vergleichbare Dienstzeiten in einem Feuerwehrdienst außerhalb von Nordrhein-Westfalen, wobei zeitlich nicht zusammenhängende Dienstzeiten (auch in Nordrhein-Westfalen) zusammengezählt werden;
- Grundwehr- und Wehrpflichtdienstzeiten, wenn der Eintritt in die Feuerwehr vor der Einberufung zum Wehrdienst liegt;
- Zeiten einer Beurlaubung zur Kinderbetreuung bis zu drei Jahren für jedes Kind.